# Omorgus scabrosus
Omorgus scabrosus är en skalbaggsart som beskrevs av Pallisot de Beauvois 1805. Omorgus scabrosus ingår i släktet Omorgus och familjen knotbaggar. Inga underarter finns listade i Catalogue of Life.

## Bildgalleri

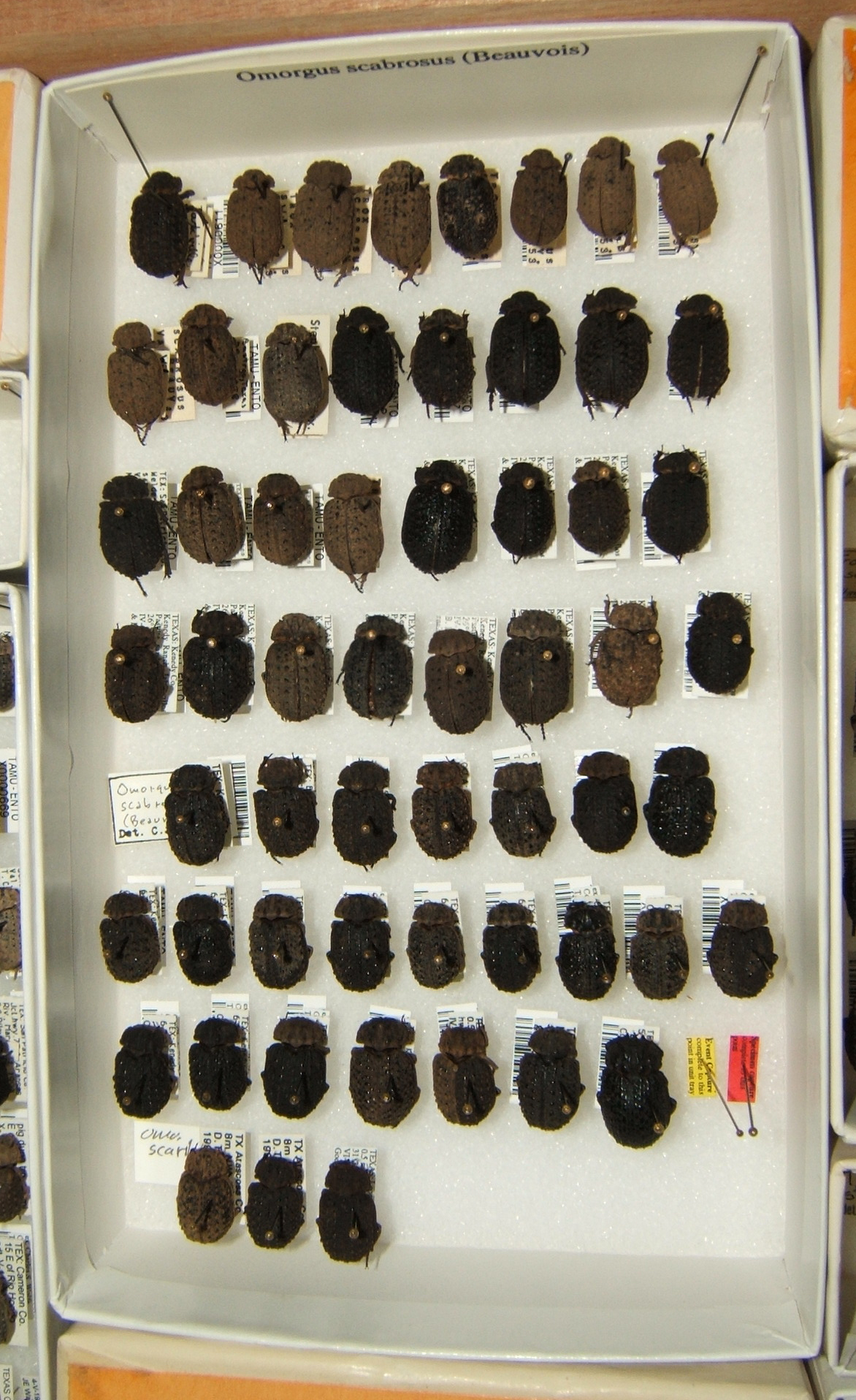